# 麥迪森·麥勞夫林
麥迪森·麥勞夫林（英語：Madison McLaughlin，1995年11月5日—）是一位美國女演員，主要以在 CW 超級英雄電視劇《綠箭俠》中扮演伊芙琳·夏普/阿提米絲的角色而聞名。

## 生涯
麥克勞克林的第一個值得注意的角色是電視節目《超自然檔案》的客串明星。 她曾多次出現在節目中 。 2013年，她還在《少年狼》第三季中飾演Paige Krasikeva。
她經常出現在電視節目《重案組》和《芝加哥警署》。
2016 年，麥克勞克林在超級英雄電視劇《綠箭俠》中扮演伊芙琳·夏普的角色，這是她迄今為止最大的角色。
2020 年，麥克勞克林主演了 Lifetime Network 的青少年驚悚片《謀殺未遂》(Most Likely to Murder)，還客串了 CW 的《新墨西哥州羅斯威爾》。 

## 資料來源
1. 1 2  Podcast, Quiver: The Green Arrow. . Quiver: The Green Arrow Podcast. 2016-06-21  [2020-09-23]. （原始内容存档于2022-08-17） （美国英语）.
2. ↑  . Atlanta's CW69. 2013-03-25  [2020-09-23]. （原始内容存档于2022-08-15） （美国英语）.
3. ↑  . sports.yahoo.com.   [2020-09-23]. （原始内容存档于2022-10-06） （美国英语）.
4. ↑  . ca.sports.yahoo.com.   [2020-09-23]. （原始内容存档于2022-10-07） （加拿大英语）.
5. ↑  Mitovich, Matt Webb. . TVLine. 2020-01-05  [2020-09-23]. （原始内容存档于2022-10-06） （美国英语）.